# Greatest Hits: Pebbles
Greatest Hits: Pebbles är ett samlingsalbum av den amerikanska sångaren, låtskrivaren och musikproducenten Pebbles. Albumet gavs ut av Hip-O Records den 25 mars år 2000.

## Låtlista
| 1.  | "Love Makes Things Happen" (Single Version) (duett med Kenneth "Babyface" Edmonds) | Kenneth "Babyface" Edmonds                                   | Babyface, L.A. Reid       | 4:31 |
| 2.  | "Always" (Single Version) (featuring Cherrelle)                                    | Danny Sembello, Pebbles                                      | Babyface, Reid, Pebbles   | 4:46 |
| 3.  | "It's Alright"                                                                     | Erik Milteer, Pebbles, Ward Corbett                          | Tony Rich, Alex Richbourg | 3:03 |
| 4.  | "Giving You the Benefit" (Single Version)                                          | Babyface, Reid                                               | Babyface, Reid            | 4:27 |
| 5.  | "Girlfriend" (Single Version)                                                      | Babyface, Reid                                               | Babyface, Reid            | 4:16 |
| 6.  | "Backyard" (Single Version) (featuring Salt-N-Pepa)                                | Babyface, Reid, Salt                                         | Babyface, Reid, Simmons   | 3:59 |
| 7.  | "Mercedes Boy" (Single Remix Version)                                              | Pebbles                                                      | Charlie Wilson            | 3:55 |
| 8.  | "Give Me Your Love"                                                                | Jay Logan, Pebbles                                           | Wilson                    | 4:54 |
| 9.  | "Take Your Time" (Single Version)                                                  | Donnell Spencer, Sembello                                    | Sembello, Wilson, Pebbles | 4:21 |
| 10. | "I Can't Help It"                                                                  | Stevie Wonder, Susaye Greene                                 | Richbourg, Pebbles        | 6:04 |
| 11. | "Are You Ready?" (Single Version)                                                  | Mario Winans, Richbourg, Artie Hoyle, Jason Sylvain, Pebbles | Winans                    | 4:15 |
| 12. | "Do Me Right" (Single Version)                                                     | Gerald Lamar, Michael Cooper                                 | Wilson                    | 4:07 |
| 13. | "Why Do I Believe"                                                                 | Kayo, Babyface, Reid                                         | Babyface, Reid            | 3:51 |
| 14. | "Angel"                                                                            | Pebbles                                                      | Pebbles                   | 4:16 |

## Utgivningshistorik
| Region | Datum           | Utgåva   | Format              | Skivbolag | Ref.  |
| ------ | --------------- | -------- | ------------------- | --------- | ----- |
| USA    | 25 mars 2000    | Standard | CD                  | Hip-O     | [ 2 ] |
| USA    | 6 december 2006 | Standard | Digital nedladdning | Hip-O     | [ 3 ] |